# Bernard Roy
Bernard Roy (pronunciación en francés: /bɛʁnaʁ ʁwa/; 15 de marzo de 1934-28 de octubre de 2017) fue un matemático francés, profesor emérito de la Universidad París-Dauphine. En 1974 fundó el «Laboratoire d'Analyse et de Modélisation des Systèmes pour l'Aide à la Décision» (Lamsade). Fue Presidente de la Association of European Operational Research Societies de 1985 a 1986. En 1992 fue premiado con la Medalla de Oro EURO, la más alta distinción de la Investigación de operaciones en Europa. 
Trabajó en la Teoría de grafos y en el Análisis de la decisión multicriterio (MCDA), creando la familia metodológica ELECTRE (acrónimo de "ELimination Et Choix Traduisant la REalité»).